# Poncz

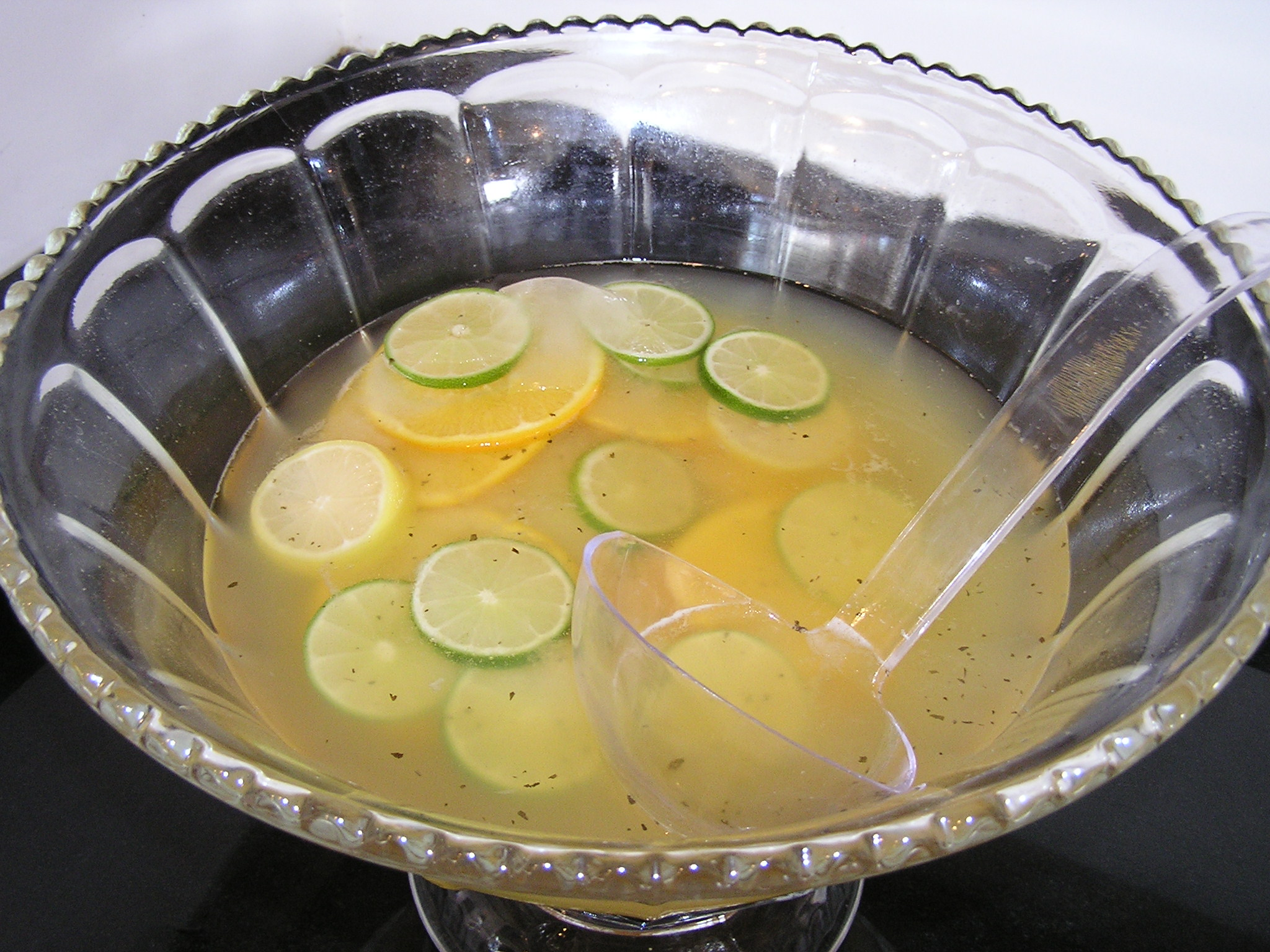
Waza z ponczem

Poncz (ang. punch) – mieszany napój alkoholowy, najczęściej aromatyczny (korzenny), przygotowywany naraz dla większej liczby osób i do rozlewania podawany w wazie. 
Może być mrożony lub gorący, często przygotowywany bywał na noc sylwestrową, podawany uroczyście o północy. Pochodzi z Indii, gdzie „pancza” oznaczało liczbę 5, gdyż składał się tam z tylu elementów (herbata, cukier, arak, cytryny, wino lub woda). Przez Anglików sprowadzony pod koniec XVI wieku do Europy, gdzie w ciągu XVIII i XIX stulecia rozpowszechnił się tak, iż serwowano go nawet do śniadań. Popularny nie tylko w krajach zachodnioeuropejskich (zwłaszcza w Wielkiej Brytanii i Szwecji), lecz także w Polsce i Rosji, ceniony również przez wojskowych. Mickiewicz w Panu Tadeuszu ironizuje, że carscy oficerowie „Płut i Rykow tak żwawo zaczęli się zwijać, tak łakomie zajadać i gęsto zapijać, że w pół godziny zjedli dwadzieścia trzy zrazy i wychylili ponczu ogromne pół wazy” (ks. IX, w. 250-253). 
Pierwotnie przygotowywano go z następujących składników: araku (rumu), herbaty, cukru, cytryny i dowolnego owocu oraz wina z przyprawami korzennymi. Jeden z literackich opisów przyrządzania ponczu w XVIII wieku obrazowo podaje, jak „w wazie już powoli zbierały się wytłoczyny pomarańcz, kupy cukru, lał się w nią burgund i szampan. Wszczął się spór o ilość stosunkową jamajki”. W gotowym napoju zawartość alkoholu wynosiła od 12 do 20 procent, dla widowiskowego efektu często zapalano go przy słabym oświetleniu. 
Chłodzony latem poncz zimny dopełniano wodą sodową, szampanem, kostkami lodu itp., co sprawiało, że w istocie był to poprzednik dzisiejszych koktajli.
Dziś najczęściej sporządza się go z herbaty, cukru, przypraw, owoców, soków owocowych oraz alkoholu (rumu lub wódki), a czasem – z samego rumu i soku.
Określeniem tym oznacza się również roztwór lub syrop z dodatkiem alkoholu, używany do nasączania ciast.